# The Fittest of the Fittest
The Fittest of the Fittest – dwunasty album studyjny Burning Speara, jamajskiego wykonawcy muzyki reggae.
Płyta została wydana w roku 1983 przez Burning Music, własną wytwórnię Speara, a także przez niewielki label Radic Records. Nagrania zarejestrowane zostały w studiu Tuff Gong w Kingston. Ich produkcją zajął się sam wokalista. Spearowi akompaniowali muzycy sesyjni z założonej przez niego grupy The Burning Band.
Album doczekał się dwóch reedycji, wydanych przez Heartbeat Records w roku 1987 oraz przez EMI Records w roku 2002.

## Lista utworów

### Strona A
1. "Fire Man"
2. "Bad To Worst"
3. "Repatriation"
4. "Old Boy Garvey"

### Strona B
1. "2000 Years"
2. "For You"
3. "In Africa"
4. "Vision"

## Muzycy
- Michael Wilson - gitara
- Devon Bradshaw - gitara rytmiczna
- Anthony Bradshaw - gitara basowa
- Nelson Miller - perkusja
- Peter Ashbourne - perkusja, syntezator
- Richard Johnson - organy, fortepian, syntezator
- Bobby Kalphat - organy
- Robert Lynn - organy
- Barry Bailey - puzon
- Calvin "Bubbles" Cameron - puzon
- Glen DaCosta - saksofon tenorowy
- Herman Marquis - saksofon altowy
- Bobby Ellis - trąbka, skrzydłówka
- David Madden - trąbka